# اندروز انگلمن
اندروز انگلمن (آلمانی: Andrews Engelmann؛ ۲۳ مارس ۱۹۰۱ – ۲۵ فوریه ۱۹۹۲) هنرپیشه اهل آلمان بود.
از فیلم‌ها یا برنامه‌های تلویزیونی که وی در آن نقش داشته‌است می‌توان به دفتر خاطرات دختر گمشده، مولن روژ، و کاگلیوسترو اشاره کرد.